# HMS Boreas (H77)
HMS Boreas là một tàu khu trục thuộc lớp B được Hải quân Hoàng gia Anh Quốc chế tạo vào năm 1930 và đã phục vụ trong Chiến tranh Thế giới thứ hai trước khi được chuyển giao cho Hải quân Hoàng gia Hy Lạp vào năm 1944 dưới tên gọi HHMS Salamis. Nó được hoàn trả cho Hải quân Anh và bị tháo dỡ vào năm 1951.

## Thiết kế và chế tạo
Boreas được đặt hàng vào ngày 22 tháng 3 năm 1929 tại xưởng tàu của hãng Palmers ở Jarrow, trong khuôn khổ Chương trình Chế tạo Hải quân 1928. Nó được đặt lườn vào ngày 22 tháng 7 năm 1929, hạ thủy vào ngày 11 tháng 6 năm 1930 như là chiếc tàu chiến thứ năm của Hải quân Hoàng gia mang cái tên này, và hoàn tất vào ngày 20 tháng 2 năm 1931 với chi phí 221.156 Bảng Anh, không tính đến các thiết bị do Bộ Hải quân Anh cung cấp như pháo, đạn dược và thiết bị liên lạc.